# Флаг Донецкой Народной Республики
Флаг ДНР (Госуда́рственный флаг Доне́цкой Наро́дной Респу́блики) — один из официальных государственных символов подконтрольной России Донецкой Народной Республики наряду с гербом и гимном. Представляет собой прямоугольное полотнище из трёх равновеликих горизонтальных полос: верхней — чёрного, средней — синего и нижней — красного цвета. Отношение ширины флага к его длине составляет 2:3.

## История
Первый флаг Донецкой Народной Республики был создан весной 2014 года организацией «Донецкая республика», которая разместила на флаге слова «ДОНЕЦКАЯ» и «РЕСПУБЛИКА», выполненные в стиле русского устава, сверху и снизу от герба соответственно. В целом этот флаг был, в свою очередь, основан на флаге организации, появившемся почти сразу после её основания (не считая первых недель, когда использовался одноцветный чёрный флаг с теми же атрибутами), отличия были только в изображении герба на нём. В отличие от более примитивного изображения, которое использовалось ранее, герб на новом флаге почти полностью повторял герб Российской Федерации (с небольшими изменениями и дополнениями). Эта версия флага использовалась и как флаг организации, и как флаг государства до 21 июня 2014 года, а фактически — вплоть до конца лета 2014 года.

Один из флагов, применявшихся на митингах (Флаг «Интердвижения» с пропорцией 2∶3)[1][2]
Флаг Донецкой области, использовавшийся при захвате здания ОГА[3]; также являлся элементом эмблем батальона «Оплот», организации «Свободный Донбасс» и других.

Перед референдумом о независимости ДНР, прошедшего 11 мая 2014 года, на агитационных плакатах была использована новая версия флага ДНР, на которой был использован двуглавый орёл, держащий в лапах щит. В общем и целом такой орёл (или ему подобный) использовался на эмблемах некоторых российских министерств и ведомств (например, Министерства культуры и ФСКН).

Первый флаг организации «Донецкая республика» (2005)
Флаг организации «Донецкая республика» (2005 — весна 2014)
Флаг перед референдумом (май 2014 года)
Вариант флага без надписей

Новый флаг был утверждён 21 июня 2014 года, на нём используется герб без имперской короны и с некоторыми другими изменениями. В отличие от предыдущих вариантов лапы у орла на гербе теперь просто отсутствуют. Сверху на флаге размещена надпись «ДОНЕЦКАЯ НАРОДНАЯ», снизу — «РЕСПУБЛИКА».

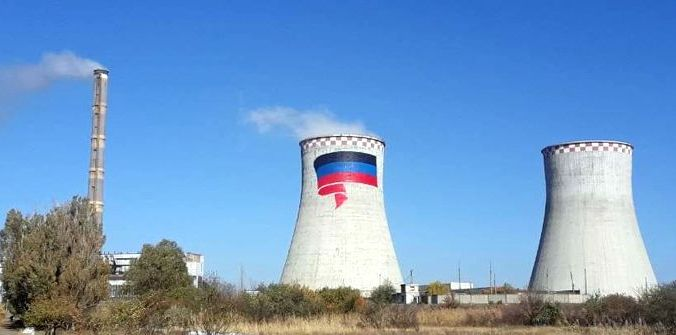
Флаг в Зугрэсе

Нынешний флаг был утверждён законом от 27 февраля 2018 года № 216-IНС, он представляет собой чёрно-сине-красное полотнище без дополнительных символов.
19 октября 2018 года в День флага ДНР на градирне ОП «Зуевская ТЭС» РП «Энергия Донбасса» в Зугрэсе были закончены работы по нанесению самого большого флага Донецкой Народной Республики (2000 м²).

## Цвета флага
| Цвета | Чёрный  | Синий     | Красный   |
| ----- | ------- | --------- | --------- |
| RGB   | 0-0-0   | 14-63-209 | 220-31-38 |
| HTML  | #000000 | #0e3fd1   | #dc1f26   |

- Чёрный цвет символизирует плодородную землю Новороссии и уголь Донбасса.
- Синий цвет символизирует дух народа и воды Азовского моря.
- Красный цвет символизирует кровь, пролитую за свободу народа[9].

## Флаги отдельных воинских формирований

Знамя 1-го Добровольческого батальона Славянска
Флаг Батальон «Спарта»
Флаг Шахтёрская дивизия
Флаг Республиканской гвардии ДНР

## Интересные факты
В 2009 году флаг организации «Донецкая республика» был сожжён на первом факельном шествии украинских националистов в Донецке.